# Athens Open Challenger 2009
L'Athens Open Challenger 2009, noto anche come Status Athens Open, è stato un torneo professionistico di tennis maschile giocato su campi in cemento, che faceva parte dell'ATP Challenger Tour 2009. Si è giocato ad Atene in Grecia dal 6 aprile al 12 aprile 2009.

## Vincitori

### Singolare
Rui Machado ha battuto in finale  Daniel Muñoz de la Nava con il punteggio di 6–3,7–6(4).

### Doppio
Rameez Junaid  Philipp Marx ha battuto in finale  Jesse Huta Galung  Rui Machado con il punteggio di 6–4, 6–3.